# Aliarto (mitologia)
Aliarto (in greco antico: Ἁλίαρτος?, Halìartos) è un personaggio della mitologia greca. Fu un prinipe di Orcomeno.

## Genealogia
Figlio di Tersandro re di Beozia, nipote di Sisifo e fratello di Corono.

## Mitologia
Fu adottato dallo zio Atamante assieme al fratello Corono in quanto Atamante non sapeva se tra i suoi figli fossero sopravvissuti degli eredi e così scelse di lasciare il proprio regno ai due fratelli adottivi. 
In seguito quando Presbone (il figlio di Frisso e nipote di Atamante) ritornò dalla Colchide, Aliarto e il fratello gli cedettero la corona decisero di fondare due città in un altro posto.
Quella fondata da Aliarto si chiamò Aliarto mentre quella del fratello Coronea.

### Pareri minori
Secondo altri autori minori Aliarto non aveva un fratello ma una sorella chiamata Coronea.